# Kanton Penne-d'Agenais
Penne-d'Agenais is een voormalig kanton van het Franse departement Lot-et-Garonne. Het kanton maakte deel uit van het arrondissement Villeneuve-sur-Lot. Het werd opgeheven bij decreet van 26 februari 2014, met uitwerking op 22 maart 2015.

## Gemeenten
Het kanton Penne-d'Agenais omvatte de volgende gemeenten:
- Auradou
- Dausse
- Frespech
- Hautefage-la-Tour
- Massels
- Massoulès
- Penne-d'Agenais (hoofdplaats)
- Saint-Sylvestre-sur-Lot
- Trémons
- Trentels